# Пён Гып
Пён Гып (кор. 변급, кит. трад. 邊岌, ?-?) — военный чиновник конца периода Чосон. Стал известен благодаря участию в походе против русских землепроходцев, осуществленному цинскими войсками при поддержке корейского отряда в 1654 г. В российской историографии был впервые упомянут в 1960 г. советским историком В. Г. Щебеньковым, который, опираясь на сочинения японских исследователей 1920—1940-х годов, впервые в отечественной историографии упомянул не только о Пён Гыпе, но и о самом факте участия корейских войск в противостоянии между Русским государством и империей Цин.

## Биография
О биографии Пён Гыпа не известно ничего за исключением событий, связанных с его участием в походе против русских землепроходцев в 1654 г., а также некоторых данных о его последующем прохождении службы.
В 5-й год правления государя Хёджона (кит. трад. 孝宗, 1649—1659) Пён Гып служил в северной провинции Хамгёндо в качестве пёнма уху. В начале года Цины затребовали у Кореи оказания военной помощи для похода против русского отряда Онуфрия Степанова Кузнеца (?-1658), активно действовавшего вдоль всего Амура и начавшего распространять свою деятельность на «сторонние реки». Военная помощь сюзерену являлась обязанностью Кореи по мирному договору, заключенному государем Инджо с императором Хуантайцзи 24 февраля 1637 г. в Самджондо. До 1654 г. корейцы не менее 8 раз направляли свои войска на помощь Цинам для ведения боевых действий против минских войск, а также для подавления восстания племени восточных хурха под руководством Кёнхачхана (1639). Поэтому вопрос об оказании помощи был быстро решен в положительном ключе.
Пён Гып, как один из высших военных руководителей приграничной провинции Хамгён, был направлен на помощь цинским войскам во главе 100 хорошо обученных стрелков из фитильных ружей (кит. трад. 鳥銃軍) в сопровождении 50 человек вспомогательного персонала. В апреле 1654 г. корейский отряд перешел Туманган и в районе современного Гирина соединился с цинскими войсками под командованием амбань-чжангиня Нингуты Бэйхай-вана Шархуды. От Гирина союзный отряд направился вниз по Сунгари, навстречу отряду Онуфрия Степанова Кузнеца, направлявшегося по Сунгари на юг в поисках продовольствия, которого казаки уже не могли найти на Амуре.

## Сражение на р. Сунгари
В мае 1654 г. соединенный корейско-цинский отряд, включавший, помимо маньчжурских и корейских воинов, также 300 воинов из местных племен, дал бой отряду Онуфрия Степанова Кузнеца в местности, идентифицируемой некоторыми современными корейскими исследователями как район современного города Илань (ранее — Илань-хала-хотон, т.е «Город трех родов») на р. Сунгари. Перед боем Пён Гып отказался возглавить атаку союзников, мотивируя это тем, что у союзников не было кораблей, сравнимых с казачьими дощаниками (по словам Пён Гыпа, казачьи корабли имели водоизмещение не менее 54 т., а основную часть плавсредств союзников составляли обычные лодки-оморочки), и предложил высадиться для боя на берег.
В ходе боя казаки, пользуясь преимуществом в корабельном составе, быстро вынудили союзников высадиться на берег, где корейский отряд занял огневую позицию на высоком утесе. Высадившись на берег, цинские войска быстро начали окапываться и встретили казаков, попытавшихся высадить десант, огнём из ружей и пушек. Позиции корейцев командовали над полем боя и они смогли безнаказанно обстреливать казачьи дощаники. В этих условиях казаки, испытывавшие серьёзную нехватку пороха, не решились продолжить сражение и стали отступать.
Союзники преследовали казаков несколько дней, но в устье Сунгари казаки, воспользовавшись лабиринтом речных островов, ускользнули от преследования. Задача разгрома отряда Онуфрия Степанова Кузнеца осталась не выполненной. Тем не менее, это был первый случай, когда цинские войска смогли адекватно противостоять казакам и обратить их в бегство. Большую роль в этом сыграло усиление цинского отряда корейскими стрелками, уравнявшими огневую мощь противников. Потери союзников были минимальны, в корейском отряде не оказалось ни убитых, ни раненных. В июле 1654 г. Пён Гып с отрядом вернулся в Корею.

## Дальнейшая судьба
На следующий, 1655 год, государь Хёджон инспектировал войска своей лейб-гвардии Кымвиён в Сокхёнё (石峴). Участвовавший в смотре Пён Гып получил награду за образцовый порядок и молодцеватость своих войск. Кроме того, его вызвали ко двору и государь Хёджон имел с ним обстоятельную беседу относительно перипетий похода на Сунгари, рассматривавшуюся Хёджоном как своеобразную репетицию крупного антиманьчжурского похода (т. н. «карательный поход на Север»). За свои заслуги Пён Гып был назначен в 1656 г. командующим флотом (сугун чольтоса) провинции Чолладо, а в 1659 г. его назначили сугун чольтоса провинции Чхунчхондо. Дальнейшая судьба Пён Гыпа, а также обстоятельства его личной жизни и смерти остаются неизвестными.